# Graeme Rutjes
Graeme Wayne Rutjes (Sydney, 26 marzo 1960) è un dirigente sportivo ed ex calciatore olandese, di ruolo difensore.

## Palmarès

### Competizioni nazionali
- Campionato belga: 1

Mechelen: 1988-1989
- Coppa del Belgio: 1

Mechelen: 1986-1987
- Campionato belga: 4

Anderlecht: 1990-1991, 1992-1993, 1993-1994, 1994-1995
- Coppa del Belgio: 1

Anderlecht: 1993-1994
- Supercoppa del Belgio: 2

Anderlecht: 1993, 1995

### Competizioni internazionali
- Coppa delle Coppe: 1

Mechelen: 1987-1988
- Supercoppa UEFA: 1

Mechelen: 1988